# Chocholskij
Chocholskij (ros. Хохольский) – osiedle typu miejskiego w Rosji, w obwodzie woroneskim, ośrodek administracyjny rejonu chocholskiego. W 2010 liczyło 7510 mieszkańców.